# Dansk Film-Avis nr. 695
Dansk Film-Avis nr. 695 er en dansk Ugerevy med dokumentariske optagelser fra 1945. Filmene blev produceret af UFA film A/S, der var ejet af det tyske UFA, der var ejet af den tyske stat.
Den dansk producerede Dansk Film-Avis var en nazistisk ugerevy og udkom i årene 1941-1945. Den bestod typisk af tre dele: dansk stof, optaget af danske kameramænd, tysk stof fra Tyskland og reportager fra fronten, produceret af Deutsche Wochenschau.

## Handling
1. Vinterbadning i vikingeforeningen Det kolde Gys på Badeanstalten Helgoland på Amager. Velgørenhedsforestilling 1. nytårsdag.

2. 4 omsyningscentraler indenfor Danske Kvinders Samfundstjeneste har i løbet af 23 måneder omsyet 67.000 stykker tøj. Det har givet arbejde til mange ledige kvinder.

3. Ved boksestævne i Idrætshuset i København kæmpede Erik Jensen fra Varde mod Knud Kristoffersen fra Sparta. Kristoffersen diskvalificeres, fordi han rammer sin modstander for dybt. Sv. Aa. Kristensen, Sparta, sejrer på knock out over Leon Sørensen fra Aalborg.

4. Uddrag af den tyske spillefilm "Solistin Anna Alt" (Werner Klingler, 1945) med musik af Franz Liszt.

5. Dr. Webers hjerteforskning på Mediziniches Institut i Berlin. Elektrokardiogram tages på patient.

6. Oslo bombet af allierede fly d. 31/12-1944. Over 70 mennesker er omkommet.

7. Tyske luftværnsbatterier.